# Oak Woods

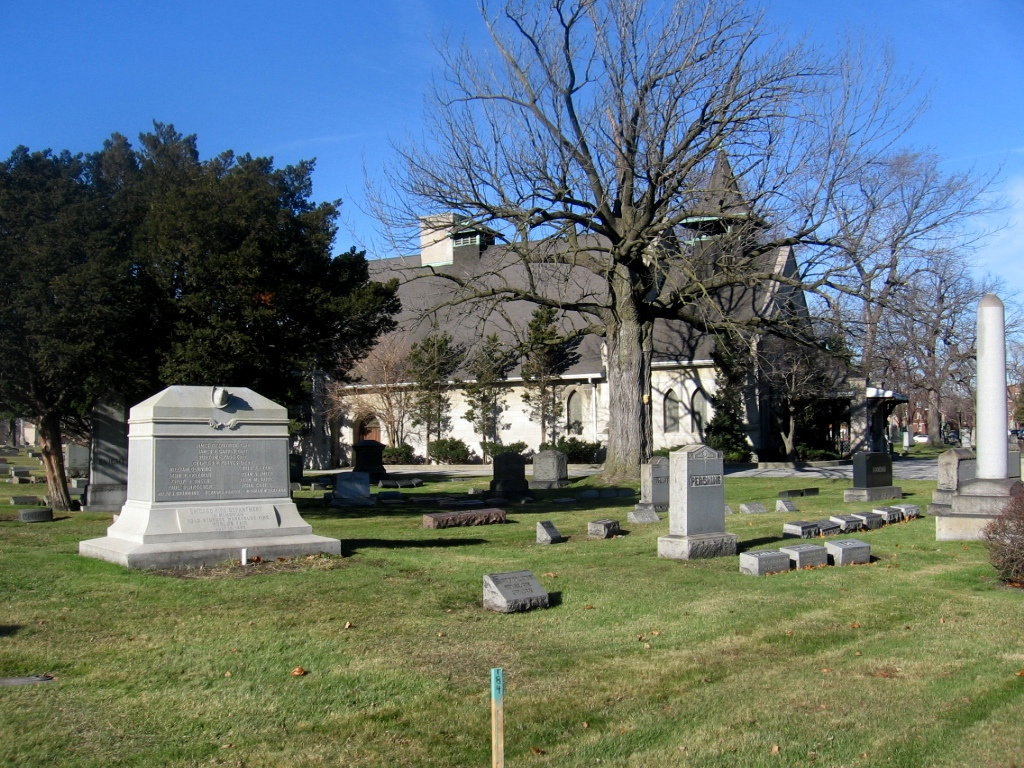
Oak Woods

Oak Woods is een begraafplaats gelegen in Chicago (Illinois) in de Verenigde Staten. Op deze begraafplaats liggen tal van beroemdheden begraven.
Een overzicht van beroemdheden die hier begraven liggen:
- James Colosimo (1878-1920)
- Mircea Eliade (1907-1986)
- Enrico Fermi (1901-1954)
- Little Brother Montgomery (1906-1985)
- Jesse Owens (1913-1980)
- June Travis (1914-2008)